# 河辺村 (愛媛県)
河辺村（かわべむら）は、愛媛県の南予地方にあった村。
2005年（平成17年）1月11日、大洲市、喜多郡長浜町、同郡肱川町と新設合併し、新しい大洲市となり、地方自治体としては消滅。

## 地理
松山市から約70km、喜多郡東部に位置する。肱川の支流の一つである河辺川の上流域にあたる。四方を四国山地の山々に囲まれ、東は小田町、西は肱川町、南は野村町、北は内子町・五十崎町に接しているが、肱川町を除きいずれも山で接しており、それぞれの町との往来も険しい峠道を越えてになる。
地形急峻で、全面積の8割以上は山林である。
- 河川 :河辺川

### 村名の由来
中世からこの地域は河邊郷と呼ばれていた。

### 地域
植松（うえまつ）、川上（かわかみ）、川崎（かわさき）、川都（かわと）、北平（きたひら）、橡谷（とちだに）、三嶋（みしま）、山鳥坂（やまとさか）、横山（よこやま）
このうち川崎が新谷藩領、他は大洲藩

## 歴史
戦国期のものとみられる古城・砦の跡がいくつか村内にあるが、大規模な戦乱の舞台になった記録はみられない。
近世はじめに大洲藩領となる。1623年（元和9年） - 新谷藩の分藩により川崎が新谷藩領となる。
- 1889年（明治22年）12月15日 - 市制・町村制度の施行時に、山鳥坂村（やまとさかむら）と奥南村（おくなむら）が成立。
- 1909年（明治42年）1月1日 - 山鳥坂村と奥南村との合併により、河辺村が成立。
- 1943年（昭和18年）4月1日 - 上浮穴郡浮穴村のうち大字北平及び川上を編入（他の大字は東宇和郡惣川村（のちの野村町、現西予市）に編入のため、浮穴村は消滅）。
- 1943年（昭和18年）4月29日 - 河辺村、大谷村、宇和川村の合併により肱川村成立。河辺村はいったん消滅。この時の合併は戦時体制強化のため強制的に合併させられたもので、当時肱川村は南予随一の大きい村であった。
- 1951年（昭和26年）1月1日 - 旧肱川村から分離して誕生。戦後の自治意識の高まりとともに、戦前に強制的に合併させられたことから分村運動が高まりを見せ、その成果であった。昭和の合併の際には合併しなかった。
- 2005年（平成17年）1月11日 - 大洲市、長浜町、肱川町と合併し、新しい大洲市となる。自治体としての河辺村は消滅した。

```
河辺村の系譜　　　　　　　　　　　　　　　　　　　　　　　　　　　【昭和の合併】
　　　　　　　　　　　　　　　　　　　　　　　　　　　　　　　東宇和郡貝吹村、横林村の一部
　　　　　　　　　　　　　　　　　　　　　　　　　　　　　　　     境界変更
【町村制実施以前の村】【明治期】　　　　　　　　　　　　　　　　　　か┃
　　　　　　　　　　町村制施行時　　　　　　　　　　　　　　　　　　　┃昭和34年11月3日
大谷　　━━━━━━　大谷村　━━━━━━━━━┓　　　う　　　　　　┃町制施行
中居谷　━━━━┓　　　　　　　　　　　　　　　┣━　肱川村　━┳━┳┻肱川町━━┓
名荷谷　━━━━╋━　宇和川村━━━━━━━━━┫　　　　　　　┃　┃　　　　　　┃
宇和川　━━━━┛　　　　　　　　　　　　　　　┃　　　　　　　┃　┃　　　　　　┃
山鳥坂　━━━━━━　山鳥坂村━┓　　　あ　　　┃　　　　　　　┃　┃お　　　　　┃
宮谷　　━━━━┓　　　　　　　┣━　河辺村　┳┛　　　　　　　┃　┗━河辺村━━┫
横山　　━━━━┫　　　　　　　┃　　　　　　┃　　　　　　　　┃　　　　　　　　┃
植松　　━━━━╋━　奥南村　━┛　　　　　い┃　　　　　　　　┃　　　　　　　　┃
橡谷　　━━━━┫　　　　　　　　　　　上浮穴郡　　　　　　　　┃　　　　　　　　┃【平成の合併】
中津　　━━━━┫　　　　　　　　　　　浮穴村の一部　　　　　　┃　　　　　　　　┃平成17年1月11日
川崎　　━━━━┛　　　　　　　　　　　編入　　　　　　　　　　┃　　　　　　　　┃　　新設合併
　　　　　　　　　　　　　　　　　　　　　　　　　　　　　　　え┃　　　　　　　　┣━━大洲市
　　　　　　　　　　　　　　　　　　　　　　　　　　　　大字宇和川の一部　　　　　┃
　　　　　　　　　　　　　　　　　　　　　　　　　　　　大川村へ　　　　　　　　　┃
　　　　　　　　　　　　　　　　　　　　　　　　　　　　　　　　　　　　大洲市━━┫
　　　　　　　　　　　　　　　　　　　　　　　　　　　　　　　　　　　　長浜町━━┛

あ-明治42年4月1日合併 い-昭和18年4月1日編入 う-昭和18年4月29日合併 え-昭和23年4月1日境界変更
お-昭和26年1月1日分立 か-昭和30年2月11日境界変更
（注記）大洲市等の平成の合併以前の系譜については、それぞれの市町村の記事を参照のこと。

```

## 行政

### 首長
- 村長 - 稲田秀一 - 大洲市ほかの合併により最後の村長となった

### キャッチフレーズ
「美しい自然と産業が調和する心豊かな町」。まちづくりのキャッチフレーズとしては「浪漫街道（龍馬脱藩の道）と浪漫八橋（屋根付橋）が映える村」を掲げていた。
屋根付橋は当村のほか喜多郡内子町などでもみられる

## 教育

### 中学校
- 河辺村立河辺中学校　-　合併により大洲市立河辺中学校となった後2024年3月閉校

### 小学校
- 河辺村立河辺小学校

## 交通

### 鉄道路線
- 村内に鉄道路線は通っていない。

伊予大洲駅からバスを利用する。

### 道路

#### 県道
肱川町との境付近に建設予定の山鳥坂ダム（やまとさかダム）の建設の構想が持ちあがって長年経つが、付近の道路が水没地になることから、ダム建設の概要が定まらないことには、道路の改修が事実上ストップした状態となっている。険しい山はだを中央線もないような道路がうねっているが、大型車との離合もままならない状態である。この道路は地域外と結ぶ生命線であり、ダムの早期建設着手、工事用道路を含めた早期整備を村民は待っていた。
- 主要地方道
  - 愛媛県道55号小田河辺大洲線
  - 愛媛県道56号内子河辺野村線
- 一般県道
  - 愛媛県道245号河辺小田線
  - 愛媛県道310号山鳥坂明荷谷線
  - 愛媛県道342号池田川崎線

## 名所・旧跡・観光スポット・祭事・催事
- 観光地・名所旧跡 - 坂本龍馬脱藩の道、屋根付橋、御幸の橋、河辺ふるさと公園
- イベント - わらじで歩こう龍馬脱藩の道、渓流つり大会、ふるさと祭
- 特産物 - アマゴ、しいたけ、キュウリ、トマト　など